# Херман I фон Лисберг
Херман I фон Лисберг (на немски: Hermann I von Lissberg; † сл. 1266) е благородник, първият известен от фамилията Лисберг, и господар на Лисберг, част от Ортенберг във Ветерау в Хесен.

## Произход
Той е син на фон Лисберг и съпругата му фон Ортенберг, дъщеря на Вернер фон Ортенберг.
Знатният му род е странична линия на стария род фон Бюдинген. Господарите фон Лисберг построяват през 12 век замък Лисберг и живеят от доходи от митата. Родът измира по мъжка линия с Фридрих фон Лисберг през 1396 г.

## Деца
Херман I фон Лисберг има трима сина:
- Херман II фон Лисберг († сл. 1274), има двама сина:
  - Валтер II фон Лисберг († 1330), има един син
  - Херман III фон Лисберг († сл. 1333), вероятно извънбрачен
- Валтер I фон Лисберг († сл. 1297), женен за Елизабет фон Батенберг († 1300), дъщеря на граф Видекинд II фон Батенберг († 1291) и Елизабет фон Вайлнау († сл. 1291); имат син и дъщеря
  - Кунигунда фон Лисберг († сл. 27 октомври), омъжена I. пр. 27 октомври 1310 г. за Албрехт I фон Хиршхорн († 1329), II. пр. 27 октомври 1342 г. за Еберхард III фон Разенберг († ок. 1363)
  - Валтер III фон Лисберг († сл. 1297), женен за Алайдис († сл. 1290)
- Конрад фон Лисберг († сл. 1288), женен за Юта († сл. 1273)